# آنخلینو سولار
آنخلینو سولار (اسپانیایی: Angelino Soler‎؛ زادهٔ ۲۵ نوامبر ۱۹۳۹) دوچرخه‌سوار اهل اسپانیا است. وی در مسابقات جیرو دیتالیا شرکت کرده‌است.